# Centaurea atacamensis
Centaurea atacamensis là một loài thực vật có hoa trong họ Cúc. Loài này được (Reiche) I.M.Johnst. mô tả khoa học đầu tiên năm 1929.